# Елевтерия (площад в Драма)
„Елевтерия“ (на гръцки: Πλατεία Ελευθερίας, в превод Свобода) е централният площад на македонския град Драма, Гърция.
В края на XIX век площадът е покрит с плочи, а в началото на XX век е битпазар и стоянка за таксита. Площадът получава сегашния си вид след пожар от 1915 година, в който изгарят дървените постройки в района. На полщада има запазени доста стари сгради, строени около 1920 година, като двуетажната сграда на № 11 в западната част на площада. Залепената за нея двуетажна сграда на № 12 има женска глава на фасадата и се използва и до днес като магазин. Двуетажната сграда в южната част на площада се нарича „Стоа Беку“ и е построена в 1920 година.
До 1938 година центърът на площада е доминиран от бронзова статуя, изобразяваща майка с дете, посветена на падналите за родината. В основата ѝ има има маслинова клонка и надпис „ΕΙΣ ΤΟΥΣ ΠΕΣΟΝΤΑΣ ΔΙΑ ΤΗΝ ΦΥΛΗΝ ΜΑΣ (1912-1922). ΔΗΜΟΣ ΔΡΑΜΑΣ“ (На падналите за рода ни (1912 – 1922). Дем Драма). Паметникът е построен между 1923 и 1927 година, а в 1938 г. е преместен в двора на мъжката гимназия, като клонката и надписът са премахнати.
Днес в североизточния ъгъл на площада има бюст на гръцкия революционер от Волак Армен Купчу, обесен в 1907 година на дърво наблизо. Част от площада е заета от кафенета. До 1970 година в северната част на площада е неокласическата сграда на кметството, която е разрушена, за да се построи на нейно място днешният културен дом.